# Departamento de Anta
Departamento de Anta är en kommun i Argentina.   Den ligger i provinsen Salta, i den norra delen av landet, 1 200 km norr om huvudstaden Buenos Aires. Antalet invånare är 49 841. Arean är 21 945 kvadratkilometer.
Terrängen i Departamento de Anta är varierad.
Trakten runt Departamento de Anta består till största delen av jordbruksmark. Runt Departamento de Anta är det mycket glesbefolkat, med 2 invånare per kvadratkilometer.